# Oasis (film 2002)
Oasis (오아시스?, OasiseuLR) è un film del 2002 diretto da Lee Chang-dong.
Il regista sudcoreano, anche autore del soggetto e della sceneggiatura, torna ad impiegare Moon So-ri e Sol Kyung-gu, protagonisti anche della sua precedente pellicola Bakha satang del 2000.
Fu presentato alla Mostra internazionale d'arte cinematografica di Venezia nel 2002, aggiudicandosi il Leone d'argento - Premio speciale per la regia. L'interpretazione di Moon So-ri le valse il Premio Marcello Mastroianni.

## Trama
Hong Jong-du è un giovane coreano sensibile e premuroso con una lieve disabilità mentale. Appena uscito di prigione, per essersi incolpato di aver ucciso un uomo guidando ubriaco (in realtà alla guida era il fratello capofamiglia), vive nella solitudine nell'emarginazione. Deciso a scusarsi con la famiglia dell'uomo che avrebbe ucciso, va a casa sua, dove incontra la figlia del morto, Han Gong-ju: una giovane disabile che conduce una vita di solitudine, praticamente abbandonata dalla famiglia in un misero appartamento delle case popolari. Hong Jong-du, all'inizio, tenta di violentarla, ma presto si pente del suo gesto malsano e, cercato da lei, torna dalla giovane, che invece di sentirsi traumatizzata prova un certo appagamento per essere finalmente vista come una donna. Tra i due nasce una tenera e intensa relazione, impossibile in una società gerarchica e ipocrita quale quella che circonda i due ragazzi: Hong Jong-du è l'unico uomo ad aver desiderato la ragazza e a farle scoprire la propria femminilità. Il giovane viene, però, sorpreso nell'intimità e la famiglia della giovane lo denuncia e vuole giustizia. Viene così condannato per stupro e nuovamente incarcerato non prima di aver effettuato un gesto generoso e plateale che rivela i suoi veri sentimenti per la ragazza. Il loro amore resisterà anche alla condanna di Hong e la giovane ritroverà motivazioni per vivere nell'attesa del suo ritorno.

## Accoglienza

### Critica
Il film ha avuto un'ottima accoglienza da parte della critica che ha esaltato non solo le capacità registiche di Chang-dong e le interpretazioni di grande spessore dei due protagonisti, ma anche la sensibilità dimostrata nell'affrontare il problema della disabilità nella società moderna, guidata da sani principi ma di fatto caratterizzata da un'ottusità e un'incapacità totale non solo di comprendere ma anche semplicemente di ascoltare chi è diverso.

## Riconoscimenti
- 2002 - Mostra internazionale d'arte cinematografica
  - Leone d'argento - Premio speciale per la regia a Lee Chang-dong
  - Premio Marcello Mastroianni a Moon So-ri
  - Premio SIGNIS
- Blue Dragon Film Award 2002
  - Miglior attrice emergente a Moon So-ri
- Korean Association of Film Critics Awards 2002
  - Miglior film
  - Miglior attore a Sol Kyung-gu
  - Miglior attrice a Moon So-ri
- Baeksang Arts Award 2003
  - Miglior regista a Lee Chang-dong